# Sara Bildau
Sara Maria Bildau (* 19. August 1984 in Gießen) ist eine deutsche Journalistin, Fernsehmoderatorin und Reporterin.

## Leben und Karriere
Bildau studierte Medien- und Kommunikationswirtschaft sowie Journalismus an der DHBW – in Kombination mit der Ausbildung beim Partnerunternehmen Zweites Deutsches Fernsehen. Während der Praxisphasen arbeitete sie in verschiedenen Redaktionen, z. B. ZDF-Landesstudio Hessen, Landesstudio Nordrhein-Westfalen, Landesstudio Baden-Württemberg und beim 3sat-Magazin nano. Nach einem Auslandssemester an der HZ University of Applied Sciences, der Hogeschool Zeeland in den Niederlanden, schloss sie ihr Studium als Diplom-Betriebswirtin 2006 ab.
Bildau arbeitete danach in den ZDF-Landesstudios Baden-Württemberg und Nordrhein-Westfalen mit Filmbeiträgen, On-Reportagen und Live-Schalten u. a. für das ZDF-Morgenmagazin und die heute-Nachrichten. Durch ihre Berichterstattung über die Loveparade-Katastrophe 2010 wurde das heute-journal auf sie aufmerksam und bot ihr einen Wechsel in die Redaktion nach Mainz an. Dort arbeitete Bildau von 2010 bis 2013 als Autorin und Reporterin, drehte Hintergrundstücke und tagesaktuelle Einspieler. Während dieser Zeit berichtete die TV-Journalistin u. a. auch von der US-Wahl 2012 in Washington. Unmittelbar vor der Wahl war sie im Rahmen eines Sonderprogramms für ausgewählte Fernsehredakteure des RIAS in verschiedene US-Bundesstaaten gereist.
Seit 2014 moderiert Bildau bei phoenix als Live-Reporterin bei besonderen politischen Ereignissen, beispielsweise beim G7-Gipfel in Garmisch, als phoenix-Klimareporterin und im Rahmen von Wahlsendungen oder Parteitagen.
Seit 2016 gehört Bildau zum phoenix-Moderatorenteam für die täglichen Formate phoenix der tag, phoenix vor ort, für Sondersendungen Phoenix plus und führt Live-Gespräche zu aktuellen Themen.
Seit November 2021 moderiert Bildau außerdem die crossmediale ZDF-Nachrichtensendung heute Xpress. Zusätzlich seit dem 20. Februar 2022 auch die sonntägliche 17-Uhr-heute-Sendung, seither auch werktäglich. Während des Kriegsbeginns in der Ukraine im Februar 2022 moderierte sie Livestrecken von heute-spezial-Sendungen.

## Privates
Sara Maria Bildau lebt mit ihrem Ehemann und zwei Kindern in Düsseldorf.

## Veröffentlichungen
- Mama, kommt der Krieg auch zu uns? Gräfe und Unzer, München 2025, ISBN 978-3-8338-9333-9